# Système de la nature
Système de la nature, ou Des loix du monde physique et du monde moral —Sistema de la natura, o Les lleis del món físic i del món moral— és una obra filosòfica de Paul Henri Thiry, Baró d'Holbach, originalment publicada sota el pseudònim de Jean-Baptiste de Mirabaud, membre de l'Acadèmia Francesa de les Ciències, mort a la data. D'Holbach va escriure i va publicar aquesta obra el 1770, amb la col·laboració de Diderot, on descriu l'univers d'acord amb els principis del materialisme filosòfic: la ment s'identifica amb cervell (són el mateix), sense un cos viu no existeix l'«ànima», el món està governat per lleis deterministes estrictes, el lliure albir és una il·lusió, no existeix la causa final i, passi el que passi, passa inexorablement. El més notori és la negació explícita de l'existència de Déu, amb l'argument que la creença en un ésser superior és producte de la por, de la ignorància i l'antropomorfisme.
La publicació de Système de la nature va tenir una enorme repercussió: el llibre fou condemnat el 18 d'agost de 1770 pel parlament francès a ser cremat al peu de l'escala principal del palau. Tot seguit foren publicats diversos escrits i llibres com Examen du matérialisme o Réfutation du système de la nature (1771) de Nicolas-Sylvestre Bergier; Supplément à l'Encyclopédie: Observations sur le système de la nature de Castiglione en els quals es refutaven arguments i tesis de l'obra, o la critica ambigua que en fa Voltaire a Diccionari filosòfic entre d'altres; i fou inclòs en l'Index Librorum Prohibitorum.

## L'obra
D'Holbach, malgrat no ser científic, coneixia la literatura i els descobriments científics de la seva època i va intentar desenvolupar la seva filosofia d'acord amb els fets coneguts sobre la naturalesa i el coneixement de l'època citant, per exemple, els experiments de John Needham com a prova que la vida podria desenvolupar-se de forma autònoma sense la intervenció d'una deïtat. El llibre fa una distinció crítica entre la mitologia i la teologia. Considera a la mitologia com una forma més o menys benigna de religió, una superstició fruit de la ignorància dels pobles per tal d'explicar la naturalesa, les seves forces i poders, així com d'establir lleis i normes per a organitzar la societat. La teologia, en canvi, alça el poder en un ésser de fora de la naturalesa mateixa i pel damunt d'ella, és a dir, per sobre del món, que és el que si té existència real; la considera com a força perniciosa sense parangó, en tant personifica en aquest esser la «naturalesa», tot el que existeix, i amb poder absolut sobre els afers humans.
Aquests principis els va resumir més endavant, el 1772, a l'obra Le bon sens, ou Idées naturelles opposées aux idées surnaturelles.